# Mazocahui
Mazocahui (del idioma ópata: Mazotcagui: "Sierra del venado") es un pueblo del municipio de Baviácora ubicado en el centro del estado mexicano de Sonora, cercano a la zona baja de la Sierra Madre Occidental y del paso del río Sonora. El pueblo es la segunda localidad más habitada del municipio, sólo después del pueblo de Baviácora el cual es la cabecera municipal, ya que según datos del Instituto Nacional de Estadística y Geografía (INEGI) realizado en 2020 Mazocahui tiene un total de 436 habitantes. Se encuentra asentado sobre la carretera federal 14, por la que circula la turística ruta del Río Sonora.
Su nombre viene de la lengua indígena de los ópatas, originalmente Mazotcagui y se interpreta como "Sierra del venado", proviene de las raíces lingüísticas Mazot que significa "venado" y cagui que significa "cerro" o "sierra".

## Geografía
Véase también: Geografía del municipio de Baviácora
Mazocahui se sitúa en las coordenadas geográficas 29°32'17" de latitud norte y 110°07'07" de longitud oeste del meridiano de Greenwich, a una elevación de 473 metros sobre el nivel del mar.